# Воронковые пауки
Воронковые пауки

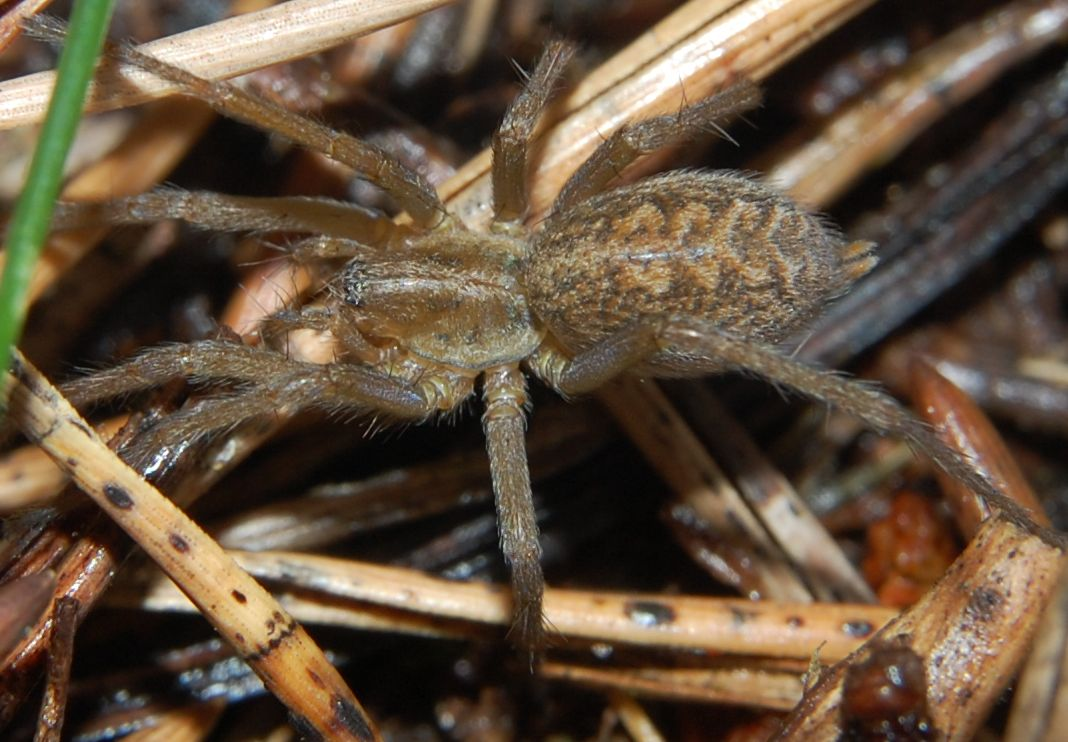
Eratigena agrestis

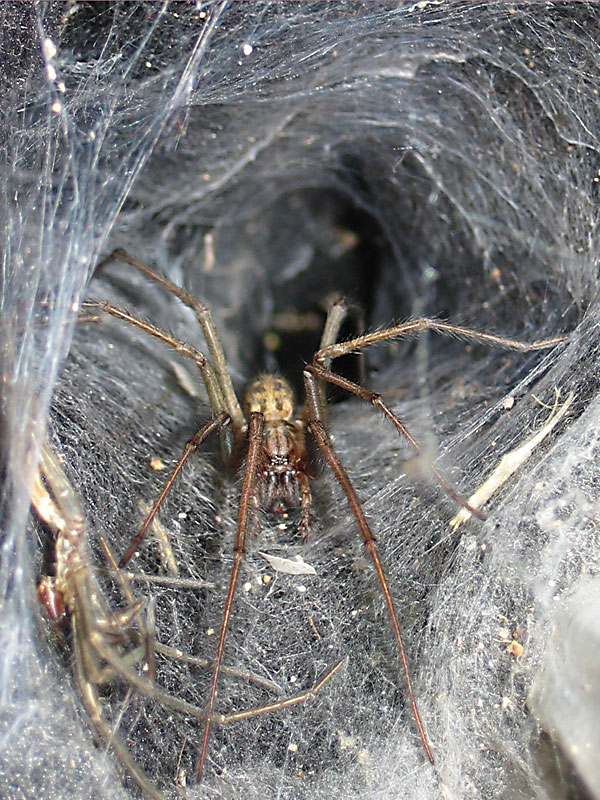
Самка Eratigena atrica

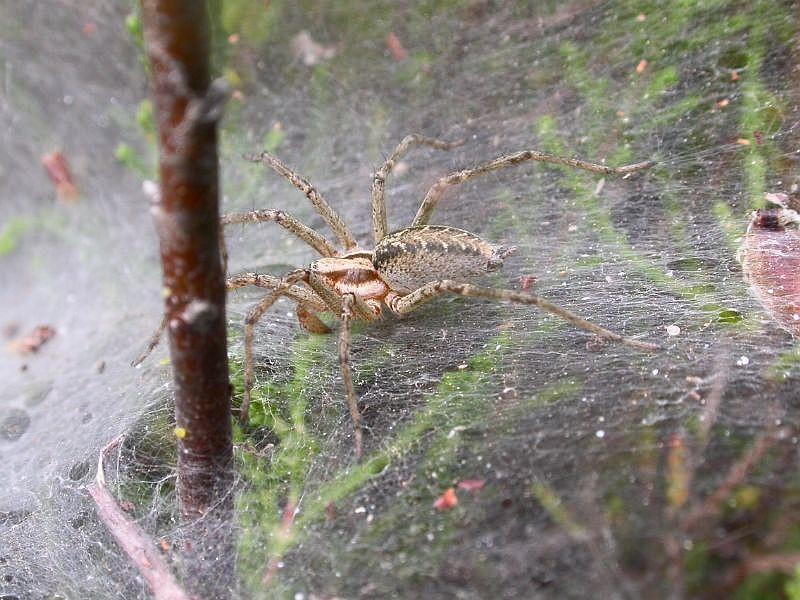
Самец Agelena labyrinthica

(лат. Agelenidae) — семейство аранеоморфных пауков из серии Entelegynae. Насчитывают около 1500 современных видов, объединяемых в 83 рода.

## Название
Латинское название Agelenidae происходит от слов "ago lene" — «действую робко», указывая на прерывистый характер бега особей данного семейства (по отношению к другим паукам, чьё передвижение в основном ровно и постоянно). Несмотря на это, во многих современных языках чаще используется название «воронковые», или «травяные». Один из видов, имеющий большую известность в странах Восточной Европы — домовый паук (Tegenaria domestica).

## Внешний вид
Бежево-коричневые, с продолговатым брюшком, полосатыми конечностями и длинной парой передних ног (иногда даже длиннее задних). Размер самцов варьируется от половины до двух сантиметров. Самки обычно на сантиметр больше. Самая первая различительная характеристика — две тёмных полоски по всей спине тела. На первых трёх линьках полоски отсутствуют.
Имеют четыре пары глаз, две из которых расположены спереди в одном ряду. Ещё два глаза расположены по бокам, и последние два сверху. Все глаза — простые, кроме последних. Из-за этого Agelenidae больше полагаются на сенсоры движения (передние ноги), чем на зрение.

## Паутина
Виды этого семейства плетут ловчие сети в форме воронок. Паук пользуется паутиной для охоты и защиты, хотя обычно бегает гораздо быстрее себе подобных по размеру (род Tararua, например, может пробежать до 2 км за час почти без остановок, преследуя жертву).
На паутине паук, как правило, сидит чуть глубже в воронке и ждёт добычу, которая, чуть дотронувшись до выложенной паутины, будет моментально атакована. Убив добычу ядом, паук затаскивает её к себе в воронку. Часто его воронка меняет положение из-за скопившегося количества трупов насекомых. Больше двух-трёх недель паук на ней не задерживается.
Воронка бывает липкой и не липкой, зависит от вида. Если паутина не липкая, то она будет путаться вокруг ног добычи.
Отлично делают паутину роды Agelenopsis и Hololena, их паутину можно заметить на кустах и траве осенним утром, когда роса собирается на паутине. Её площадь на траве может достигать 3 м² . Притом несколько особей могут иметь смежную между собой паутину (чего не бывает у других видов пауков).

## Поведение
Воронковые пауки часто бывают агрессивны, но почти не опасны. По своему поведению они ночные, и частую конкуренцию им составляют Пауки-кругопряды. Род Malthonica — пожалуй, единственный, представители которого охотятся днём столь же активно, как и ночью, поэтому их реже всего можно заметить на паутине.
Неоправданно плохую репутацию в связи с якобы ядовитым укусом имеет род Tegenaria, а именно — Tegenaria agrestis (Луговой паук). В Европе не было зафиксировано ни одного случая серьёзных последствий после укуса этого паука. Тем не менее, многие американские арахнологи подтвердили причастность лугового паука к серьёзным медицинским последствиям у укушенных пациентов (которые в большинстве случаев заканчивались кожным некрозом).
На самом же деле Tegenaria не имеет достаточного количества токсинов в своём яде, чтобы достичь подобного эффекта. Скорее всего, большую роль в этих ситуациях могла сыграть инфекция, проникшая в кожу через хелицеры. Это — значительный фактор, так как далеко не все пауки способны её прокусить.

## Классификация
83 рода и 1468 видов по данным World Spider Catalog:
- Acutipetala Dankittipakul & Zhang, 2008 — Таиланд (2 вида)
- Agelena Walckenaer, 1805 — от Африки до Азии (69 видов, 1 подвид), Agelescape caucasica
- Agelenella Lehtinen, 1967 — Йемен, Сокотра (1 вид)
- Agelenopsis Giebel, 1869 — Северная Америка (13 видов)
- Ageleradix Xu & Li, 2007 — Китай (6 видов)
- Agelescape Levy, 1996 — Юго-Западная Азия (7 видов)
- Ahua Forster & Wilton, 1973 — Новая Зеландия (4 вида)
- Allagelena Zhang, Zhu & Song, 2006 — от Центральной Европы до Азии (5 видов)
- Azerithonica Guseinov, Marusik & Koponen, 2005 — Азербайджан (1 вид)
- Barronopsis Chamberlin & Ivie, 1941 — США, Куба, Багамы (7 видов)
- Benoitia Lehtinen, 1967 — от Африки до Азии (9 видов)
- Calilena Chamberlin & Ivie, 1941 — США (16 видов, 5 подвидов)
- Draconarius Ovtchinnikov, 1999 — Азия (более 250 видов)
- Gorbiscape Chamberlin & Ivie, 1941 — Евразия (2 вида, Gorbiscape gorbachevi)
- Hadites Keyserling, 1862 — Хорватия (1 вид)
- Histopona Thorell, 1869 — Европа (18 видов)
- Hololena Chamberlin & Gertsch, 1929 — США (30 видов)
- Huangyuania Song & Li, 1990 — Китай (1 вид)
- Huka Forster & Wilton, 1973 — Новая Зеландия (5 видов)
- Kidugua Lehtinen, 1967 — Конго (1 вид)
- Lycosoides Lucas, 1846 — Северная Африка (10 видов)
- Mahura Forster & Wilton, 1973 — Новая Зеландия (18 видов)
- Maimuna Lehtinen, 1967 — Юго-Западная Азия (7 видов)
- Malthonica Simon, 1898 — Евразия, Африка (41 вид, 1 подвид) Malthonica lehtineni
- Melpomene O. P.-Cambridge, 1898 — от США до Средней Америки, Коста-Рика (12 видов)
- Mistaria Lehtinen, 1967 — Африка, Йемен (1 вид, 1 подвид)
- Neoramia Forster & Wilton, 1973 — Новая Зеландия, острова Кэмпбелл (22 вида)
- Neorepukia Forster & Wilton, 1973 — Новая Зеландия (2 вида)
- Neotegenaria Roth, 1967 — Гвиана (1 вид)
- Novalena Chamberlin & Ivie, 1942 — от США до Центральной Америки (19 видов)
- Olorunia Lehtinen, 1967 — Конго (1 вид)
- Oramia Forster, 1964 — от Австралии до Новой Зеландии, Лорд-Хау, Чатем (8 видов)
- Oramiella Forster & Wilton, 1973 — Новая Зеландия (1 вид)
- Orepukia Forster & Wilton, 1973 — Новая Зеландия (24 вида)
- Paramyro Forster & Wilton, 1973 — Новая Зеландия (2 вида)
- Porotaka Forster & Wilton, 1973 — Новая Зеландия (2 вида)
- Pseudotegenaria Caporiacco, 1934 — Европа (5 видов)
- Rualena Chamberlin & Ivie, 1942 — от США до Центральной Америки (12 видов)
- Tararua Forster & Wilton, 1973 — Новая Зеландия (7 видов)
- Tegenaria (Тегенарии) Latreille, 1804 — США, Евразия (110 видов)
- Textrix Sundevall, 1833 — Европа (7 видов)
- Tikaderia Lehtinen, 1967 — Гималай (1 вид)
- Tortolena Chamberlin & Ivie, 1941 — США, от Мексики до Коста-Рики (2 вида)
- Tuapoka Forster & Wilton, 1973 — Новая Зеландия (2 вида)